# Sasakia
Sasakia — род дневных бабочек из семейства Нимфалиды, распространённых в Азии. 

## Описание
Бабочки средних и относительно крупных размеров. Крылья со светлым рисунком из пятен. Крылья у самцов сверху с фиолетовым отливом или без него, тёмные, со светлыми пятнами или белыми штрихами между жилками. Щупики большие, косо торчащие вперед. Передние ноги редуцированы, не используются при хождении, лишены коготков и покрыты густыми волосками. Задние голени с одной парой шпор. Часто самцы данных видов собираются группами на влажном песке и глинистых почвах, по берегам ручьёв, возле луж.

## Виды
- Sasakia charonda
- Sasakia funebris
- Sasakia pulcherrima